# Kathleen Case
Kathleen Case (Pittsburgh, 31 luglio 1933 – North Hollywood, 22 luglio 1979) è stata un'attrice statunitense.

## Filmografia
- Quattro ragazze all'abbordaggio (Two Tickets to Broadway), regia di James V. Kern (1952) - non accreditata
- Junction City, regia di Ray Nazarro (1952)
- Last of the Pony Riders, regia di George Archainbaud (1953)
- Operazione Corea (Flight Nurse), regia di Allan Dwan (1953) - non accreditata
- The Eddie Cantor Story, regia di Alfred E. Green (1953) - non accreditata
- La bestia umana (Human Desire), regia di Fritz Lang (1954)
- Lo sciopero delle mogli (The Second Greatest Sex), regia di George Marshall (1955)
- Ladri di automobili (Running Wild), regia di Abner Biberman (1955)
- Calling Homicide, regia di Edward Bernds (1956)